# Eau Blanche (Garonne)
Die Eau Blanche ist ein kleiner Fluss im Südwesten von Frankreich, der im Département Gironde der Region Nouvelle-Aquitaine südwestlich der Stadt Bordeaux verläuft.

## Geografie

### Verlauf
Die Eau Blanche entspringt an der Gemeindegrenze von Saucats und Léognan, entwässert generell in nordöstlicher Richtung durch die Landschaft Haute Lande Girondine, die ein Teilgebiet der Landes de Gascogne ist, und mündet nach rund 18 Kilometern im Gemeindegebiet von Villenave-d’Ornon als linker Nebenfluss in die Garonne. Die Eau Blanche passiert im Oberlauf den Flugplatz Aérodrome de Bordeaux-Léognan-Saucats und quert in ihrem Unterlauf die Autobahn A62 und Bahnstrecke Bordeaux–Sète.

### Durchquerte Gemeinden
(Reihenfolge in Fließrichtung)
- Saucats
- Léognan
- Cadaujac
- Villenave-d’Ornon